# Coppa di Cina 2020
La Coppa di Cina 2020 è stata la 22ª edizione della coppa nazionale cinese, iniziata il 18 settembre 2020 per poi concludersi il successivo 19 dicembre. Posticipata a causa della pandemia di COVID-19 del 2019-2021, per questa edizione ha visto la sola partecipazione di formazioni provenienti da Chinese Super League e China League One.
Lo Shandong Taishan ha vinto il trofeo per la sesta volta nella sua storia.

## Formula
Il torneo si è svolto con turni ad eliminazione diretta in gara unica. Solo per le semifinali, invece, erano previste gare di andata e ritorno. Nel primo turno si sono affrontate le formazioni militanti nella Chinese Super League 2020. Dal secondo turno, si sono aggiunte otto formazioni provenienti dalla seconda serie cinese.

### Struttura del torneo
|                              | Squadre che entrano in questo turno | Squadre qualificate dal turno precedente    |
| ---------------------------- | --- | ------------------------------------------- |
| Primo turno (16 squadre)     | - 16 squadre di Super League - 14 squadre di Super League 2019 (dal 1º al 15º posto, ad esclusione del 14º posto del Tianjin Tianhai fallito) - 2 squadre promosse dalla League One 2019 |                                             |
| Secondo turno (16 squadre)   | - 8 squadre di League One - 8 squadre dalla League One 2020 (dal 1º all'8º posto) | - 8 vincenti del primo turno eliminatorio   |
| Quarti di finale (8 squadre) | | - 8 vincenti del secondo turno eliminatorio |
| Semifinali (4 squadre)       | | - 4 vincenti dei quarti di finale           |
| Finale (2 squadre)           | | - 2 vincenti delle semifinali               |

## Calendario
Il calendario è stato ufficializzato dalla Federazione calcistica della Cina il 2 settembre 2020, il sorteggio si è svolto lo stesso giorno presso la sede della CFA a Taiwan.
| Fase              | Turno            | Sorteggi         | Andata               | Ritorno              |
| ----------------- | ---------------- | ---------------- | -------------------- | -------------------- |
| Turni eliminatori | 1º turno         | 2 settembre 2020 | 18-19 settembre 2020 | 18-19 settembre 2020 |
| Turni eliminatori | 2º turno         | 30 ottobre 2020  | 26-29 novembre 2020  | 26-29 novembre 2020  |
| Fase finale       | Quarti di finale | 30 ottobre 2020  | 1-2 dicembre 2020    | 1-2 dicembre 2020    |
| Fase finale       | Semifinali       | 30 ottobre 2020  | 5-6 dicembre 2020    | 12-13 dicembre 2020  |
| Fase finale       | Finale           | 30 ottobre 2020  | 19 dicembre 2020     | 19 dicembre 2020     |

## Squadre
| Squadre             | Rank       |
| League One          | League One |
| ------------------- | ---------- |
| Kunshan             | 1          |
| Meizhou Kejia       | 2          |
| Guizhou Hengfeng    | 3          |
| Changchun Yatai     | 4          |
| Chengdu Better City | 5          |
| Taizhou Yuanda      | 6          |
| Suzhou Dongwu       | 7          |
| Zhejiang Greentown  | 8          |

| Squadre            | Rank         |
| Super League       | Super League |
| ------------------ | ------------ |
| Guangzhou E.       | 9            |
| Henan Jianye       | 10           |
| Jiangsu Suning     | 11           |
| Shenzhen           | 12           |
| Tianjin Teda       | 13           |
| Shijiazhuang Yong. | 14           |
| Shanghai Haigang   | 15           |
| Chongqing Lifan    | 16           |
| Beijing Guoan      | 17           |
| Qingdao Huanghai   | 18           |
| Wuhan Zall         | 19           |
| Hebei CFFC         | 20           |
| Guangzhou R&F      | 21           |
| Shanghai Shenhua   | 22           |
| Shandong Taishan   | 23           |
| Dalian Pro         | 24           |

## Primo turno
| Squadra 1         | Risultato       | Squadra 2          |
| ----------------- | --------------- | ------------------ |
| 18 settembre 2020 |                 |                    |
| Jiangsu Suning    | 2 – 0           | Shenzhen           |
| Shanghai Shenhua  | 1 – 1 (3-5 dtr) | Guangzhou R&F      |
| Guangzhou E.      | 2 – 0           | Henan Jianye       |
| Shandong Taishan  | 4 – 0           | Dalian Pro         |
| 19 settembre 2020 |                 |                    |
| Tianjin Teda      | 2 – 0           | Shijiazhuang Yong. |
| Wuhan Zall        | 1 – 1 (4-3 dtr) | Hebei CFFC         |
| Beijing Guoan     | 2 – 1           | Qingdao Huanghai   |
| Shanghai Haigang  | 3 – 2           | Chongqing Lifan    |

## Secondo turno
| Squadra 1        | Risultato | Squadra 2           |
| ---------------- | --------- | ------------------- |
| 26 novembre 2020 |           |                     |
| Guangzhou E.     | 0 – 3     | Kunshan             |
| Shanghai Haigang | 0 – 4     | Changchun Yatai     |
| 27 novembre 2020 |           |                     |
| Tianjin Teda     | 1 – 0     | Guizhou Hengfeng    |
| Jiangsu Suning   | 7 – 2     | Meizhou Kejia       |
| 28 novembre 2020 |           |                     |
| Beijing Guoan    | 1 – 0     | Chengdu Better City |
| Wuhan Zall       | 2 – 0     | Taizhou Yuanda      |
| 29 novembre 2020 |           |                     |
| Guangzhou R&F    | 6 – 1     | Suzhou Dongwu       |
| Shandong Taishan | 2 – 0     | Zhejiang Greentown  |

## Quarti di finale
| Squadra 1        | Risultato       | Squadra 2        |
| ---------------- | --------------- | ---------------- |
| 1º dicembre 2020 |                 |                  |
| Kunshan          | 0 – 2           | Jiangsu Suning   |
| Tianjin Teda     | 5 – 1           | Changchun Yatai  |
| 2 dicembre 2020  |                 |                  |
| Beijing Guoan    | 0 – 3           | Wuhan Zall       |
| Guangzhou R&F    | 2 – 2 (4-5 dtr) | Shandong Taishan |

## Semifinali
| Squadra 1                          | Totale | Squadra 2        | Andata | Ritorno         |
| ---------------------------------- | ------ | ---------------- | ------ | --------------- |
| 5 dicembre 2020 / 12 dicembre 2020 |        |                  |        |                 |
| Jiangsu Suning                     | 1 – 1  | Tianjin Teda     | 1 – 1  | 0 – 0 (4-2 dtr) |
| 6 dicembre 2020 / 13 dicembre 2020 |        |                  |        |                 |
| Wuhan Zall                         | 0 – 6  | Shandong Taishan | 0 – 5  | 0 – 1           |

## Finale
| Arbitro: | Shi Zhenlu |

|  |           |                    |
|  | Marcatori | 49’ Wang 78’ Pellè |

| Jiangsu Suning | Shandong Luneng |

|                 |    |                     |     |       |
|                 |    |                     |     |       |
| P               | 1  | Gu Chao             |     |       |
| D               | 20 | Abduhamit Abdugheni |     |       |
| D               | 30 | Ye Chongqiu         |     | 60’   |
| D               | 27 | Yang Boyu           |     |       |
| D               | 2  | Li Ang              |     |       |
| C               | 24 | Ji Xiang            |     |       |
| C               | 3  | Tian Yinong         |     |       |
| C               | 12 | Zhang Xiaobin       |     | 90+2’ |
| C               | 11 | Xie Pengfei         |     | 60’   |
| A               | 32 | Huang Zichang       |     |       |
| A               | 7  | Luo Jing            | 71’ |       |
| A disposizione: |    |                     |     |       |
| P               | 19 | Zhang Yan           |     |       |
| P               | 35 | Huang Zihao         |     |       |
| P               | 42 | Qi Yuxi             |     |       |
| D               | 37 | Zhu Jiahao          |     |       |
| C               | 16 | Gao Tianyi          |     |       |
| C               | 18 | Zhang Lingfeng      |     | 60’   |
| C               | 22 | Wu Xi               |     |       |
| C               | 31 | Xie Xiaofan         |     |       |
| C               | 38 | Xie Zhiwei          |     | 90+2’ |
| C               | 41 | Li Jiawei           |     |       |
| A               | 8  | Feng Boyuan         |     | 60’   |
| Allenatore:     |    |                     |     |       |
| Cosmin Olăroiu  |    |                     |     |       |

|                 |    |                   |  |     |
|                 |    |                   |  |     |
| P               | 18 | Han Rongze        |  |     |
| D               | 6  | Wang Tong         |  | 79’ |
| D               | 35 | Dai Lin           |  | 79’ |
| D               | 5  | Zheng Zheng       |  |     |
| D               | 39 | Song Long         |  |     |
| C               | 22 | Hao Junmin        |  | 46’ |
| C               | 25 | Marouane Fellaini |  |     |
| C               | 36 | Duan Liuyu        |  |     |
| C               | 10 | Moisés            |  |     |
| C               | 23 | Róger Guedes      |  |     |
| A               | 9  | Graziano Pellè    |  |     |
| A disposizione: |    |                   |  |     |
| P               | 1  | Li Guanxi         |  |     |
| P               | 14 | Wang Dalei        |  |     |
| D               | 3  | Liu Junshuai      |  |     |
| D               | 4  | Tamás Kádár       |  |     |
| D               | 11 | Liu Yang          |  | 79’ |
| D               | 15 | Qi Tianyu         |  |     |
| C               | 17 | Wu Xinghan        |  | 46’ |
| C               | 21 | Liu Binbin        |  |     |
| C               | 28 | Chen Kerui        |  | 79’ |
| C               | 34 | Huang Cong        |  |     |
| A               | 7  | Guo Tianyu        |  |     |
| A               | 32 | Tian Xin          |  |     |
| Allenatore:     |    |                   |  |     |
| Hao Wei         |    |                   |  |     |

## Tabellone
|  | Secondo turno       | Secondo turno         |       |               | Quarti di finale | Quarti di finale |  |                     | Semifinali | Semifinali | Semifinali | Semifinali |  |                | Finale | Finale |
|  |                     |                       |       |               |                  |                  |  |                     |            |            |            |            |  |                |        |        |
|  | Kunshan             | 3                     |       |               |                  |                  |  |                     |            |            |            |            |  |                |        |        |
|  | Guangzhou E.        | 0                     |       |               |                  |                  |  |                     |            |            |            |            |  |                |        |        |
|  | Guangzhou E.        | 0                     |       | Kunshan       | 0                |                  |  |                     |            |            |            |            |  |                |        |        |
|  |                     |                       |       | Kunshan       | 0                |                  |  |                     |            |            |            |            |  |                |        |        |
|  |                     | Jiangsu Suning        | 2     |               |                  |                  |  |                     |            |            |            |            |  |                |        |        |
|  | Jiangsu Suning      | Jiangsu Suning        | 2     | 7             |                  |                  |  |                     |            |            |            |            |  |                |        |        |
|  | Jiangsu Suning      |                       |       | 7             |                  |                  |  |                     |            |            |            |            |  |                |        |        |
|  | Meizhou Kejia       | 2                     |       |               |                  |                  |  |                     |            |            |            |            |  |                |        |        |
|  | Meizhou Kejia       | 2                     |       |               |                  |                  |  | Jiangsu Suning(dtr) | 1          | 0          | 1 (4)      |            |  |                |        |        |
|  |                     |                       |       |               |                  |                  |  | Jiangsu Suning(dtr) | 1          | 0          | 1 (4)      |            |  |                |        |        |
|  |                     | Tianjin Teda          | 1     | 0             | 1 (2)            |                  |  |                     |            |            |            |            |  |                |        |        |
|  | Tianjin Teda        | Tianjin Teda          | 1     | 0             | 1 (2)            | 1                |  |                     |            |            |            |            |  |                |        |        |
|  | Tianjin Teda        |                       |       |               |                  | 1                |  |                     |            |            |            |            |  |                |        |        |
|  | Guizhou Hengfeng    | 0                     |       |               |                  |                  |  |                     |            |            |            |            |  |                |        |        |
|  | Guizhou Hengfeng    | 0                     |       | Tianjin Teda  | 5                |                  |  |                     |            |            |            |            |  |                |        |        |
|  |                     |                       |       | Tianjin Teda  | 5                |                  |  |                     |            |            |            |            |  |                |        |        |
|  |                     | Changchun Yatai       | 1     |               |                  |                  |  |                     |            |            |            |            |  |                |        |        |
|  | Shanghai Haigang    | Changchun Yatai       | 1     | 0             |                  |                  |  |                     |            |            |            |            |  |                |        |        |
|  | Shanghai Haigang    |                       |       | 0             |                  |                  |  |                     |            |            |            |            |  |                |        |        |
|  | Changchun Yatai     | 4                     |       |               |                  |                  |  |                     |            |            |            |            |  |                |        |        |
|  | Changchun Yatai     | 4                     |       |               |                  |                  |  |                     |            |            |            |            |  | Jiangsu Suning | 0      |        |
|  |                     |                       |       |               |                  |                  |  |                     |            |            |            |            |  | Jiangsu Suning | 0      |        |
|  |                     | Shandong Taishan      | 2     |               |                  |                  |  |                     |            |            |            |            |  |                |        |        |
|  | Beijing Guoan       | Shandong Taishan      | 2     | 1             |                  |                  |  |                     |            |            |            |            |  |                |        |        |
|  | Beijing Guoan       |                       |       | 1             |                  |                  |  |                     |            |            |            |            |  |                |        |        |
|  | Chengdu Better City | 0                     |       |               |                  |                  |  |                     |            |            |            |            |  |                |        |        |
|  | Chengdu Better City | 0                     |       | Beijing Guoan | 0                |                  |  |                     |            |            |            |            |  |                |        |        |
|  |                     |                       |       | Beijing Guoan | 0                |                  |  |                     |            |            |            |            |  |                |        |        |
|  |                     | Wuhan Zall            | 3     |               |                  |                  |  |                     |            |            |            |            |  |                |        |        |
|  | Wuhan Zall          | Wuhan Zall            | 3     | 2             |                  |                  |  |                     |            |            |            |            |  |                |        |        |
|  | Wuhan Zall          |                       |       | 2             |                  |                  |  |                     |            |            |            |            |  |                |        |        |
|  | Taizhou Yuanda      | 0                     |       |               |                  |                  |  |                     |            |            |            |            |  |                |        |        |
|  | Taizhou Yuanda      | 0                     |       |               |                  |                  |  | Wuhan Zall          | 0          | 0          | 0          |            |  |                |        |        |
|  |                     |                       |       |               |                  |                  |  | Wuhan Zall          | 0          | 0          | 0          |            |  |                |        |        |
|  |                     | Shandong Taishan      | 5     | 1             | 6                |                  |  |                     |            |            |            |            |  |                |        |        |
|  | Guangzhou R&F       | Shandong Taishan      | 5     | 1             | 6                | 6                |  |                     |            |            |            |            |  |                |        |        |
|  | Guangzhou R&F       |                       |       |               |                  | 6                |  |                     |            |            |            |            |  |                |        |        |
|  | Suzhou Dongwu       | 1                     |       |               |                  |                  |  |                     |            |            |            |            |  |                |        |        |
|  | Suzhou Dongwu       | 1                     |       | Guangzhou R&F | 2 (4)            |                  |  |                     |            |            |            |            |  |                |        |        |
|  |                     |                       |       | Guangzhou R&F | 2 (4)            |                  |  |                     |            |            |            |            |  |                |        |        |
|  |                     | Shandong Taishan(dtr) | 2 (5) |               |                  |                  |  |                     |            |            |            |            |  |                |        |        |
|  | Shandong Taishan    | Shandong Taishan(dtr) | 2 (5) | 2             |                  |                  |  |                     |            |            |            |            |  |                |        |        |
|  | Shandong Taishan    |                       |       | 2             |                  |                  |  |                     |            |            |            |            |  |                |        |        |
|  | Zhejiang Greentown  | 0                     |       |               |                  |                  |  |                     |            |            |            |            |  |                |        |        |

## Classifica marcatori
| Gol | Rigori |  | Giocatore         | Squadra         |
| --- | ------ |  | ----------------- | --------------- |
| 6   | 1      |  | Róger Guedes      | Shandong Luneng |
| 3   |        |  | Marouane Fellaini | Shandong Luneng |
| 3   |        |  | Richairo Živković | Guangzhou R&F   |
| 3   |        |  | Renatinho         | Guangzhou R&F   |
| 2   |        |  | Song Wenjie       | Guangzhou R&F   |
| 2   |        |  | Li Ang            | Jiangsu Suning  |
| 2   |        |  | Zhang Cheng       | Jiangsu Suning  |
| 2   |        |  | Xie Pengfei       | Jiangsu Suning  |
| 2   |        |  | Zhang Lingfeng    | Jiangsu Suning  |
| 2   |        |  | Tiquinho Soares   | Tianjin Teda    |
| 2   |        |  | Sandro Lima       | Tianjin Teda    |
| 2   | 1      |  | Alan Carvalho     | Beijing Guoan   |
| 2   |        |  | Yang Chaosheng    | Changchun Yatai |